# Shaane Fulton
Shaane Hazel Fulton (Nelson, 3 de octubre de 2000) es una deportista neozelandesa que compite en ciclismo en la modalidad de pista, especialista en las pruebas de velocidad.
Participó en los Juegos Olímpicos de París 2024, obteniendo una medalla de plata en la prueba de velocidad por equipos (junto con Rebecca Petch y Ellesse Andrews).

## Medallero internacional
| Juegos Olímpicos | Juegos Olímpicos | Juegos Olímpicos | Juegos Olímpicos      |
| Año              | Lugar            | Medalla          | Competición           |
| ---------------- | ---------------- | ---------------- | --------------------- |
| 2024             | París (Francia)  | Medalla de plata | Velocidad por equipos |